# Resolutie 3382 Algemene Vergadering Verenigde Naties
Resolutie 3382 van de Algemene Vergadering van de Verenigde Naties werd aangenomen op 10 november 1975. De resolutie:
- herbevestigde het recht van volken onder koloniale en vreemde overheersing om te strijden voor hun onafhankelijkheid en de legitimiteit om deze strijd te voeren met alle beschikbare middelen, inclusief gewapende strijd;
- veroordeelde NAVO-leden en andere landen die de racistische regimes in Zuidelijk Afrika en elders militair, economisch, op sportgebied en politiek steunden in de voortdurende onderdrukking van het streven van volken naar zelfbestemming en onafhankelijkheid;
- veroordeelde sterk alle regeringen die niet het recht op zelfbestemming en onafhankelijkheid van volken onder koloniale en vreemde overheersing en onderwerping erkenden, speciaal van de Afrikaanse volkeren en het Palestijnse volk;
- verlangde volledig respect voor de basale mensenrechten van allen die vanwege deze strijd waren vastgenomen en gevangen gezet en hun onmiddellijke vrijlating.

Lijst ·  3363 ·  3364 ·  3365 ·  3366 ·  3367 ·  3368 ·  3369 ·  3370 ·  3371 ·  3372 ·  3373 ·  3374 ·  3375 ·  3376 ·  3377 ·  3378 ·  3379 ·  3380 ·  3381 ·  3382 ·  3383 ·  3384 ·  3385 ·  3386 ·  3387 ·  3388 ·  3389 ·  3390 ·  3391 ·  3392 ·  3393 ·  3394 ·  3395 ·  3396 ·  3397 ·  3398 ·  3399 ·  3400 ·  3401 ·  3402 ·  3403 ·  3404 ·  3405 ·  3406 ·  3407 ·  3408 ·  3409 ·  3410 ·  3411 ·  3412 ·  3413 ·  3414 ·  3415 ·  3416 ·  3417 ·  3418 ·  3419 ·  3420 ·  3421 ·  3422 ·  3423 ·  3424 ·  3425 ·  3426 ·  3427 ·  3428 ·  3429 ·  3430 ·  3431 ·  3432 ·  3433 ·  3434 ·  3435 ·  3436 ·  3437 ·  3438 ·  3439 ·  3440 ·  3441 ·  3442 ·  3443 ·  3444 ·  3445 ·  3446 ·  3447 ·  3448 ·  3449 ·  3450 ·  3451 ·  3452 ·  3453 ·  3454 ·  3455 ·  3456 ·  3457 ·  3458 ·  3459 ·  3460 ·  3461 ·  3462 ·  3463 ·  3464 ·  3465 ·  3466 ·  3467 ·  3468 ·  3469 ·  3470 ·  3471 ·  3472 ·  3473 ·  3474 ·  3475 ·  3476 ·  3477 ·  3478 ·  3479 ·  3480 ·  3481 ·  3482 ·  3483 ·  3484 ·  3485 ·  3486 ·  3487 ·  3488 ·  3489 ·  3490 ·  3491 ·  3492 ·  3493 ·  3494 ·  3495 ·  3496 ·  3497 ·  3498 ·  3499 ·  3500 ·  3501 ·  3502 ·  3503 ·  3504 ·  3505 ·  3506 ·  3507 ·  3508 ·  3509 ·  3510 ·  3511 ·  3512 ·  3513 ·  3514 ·  3515 ·  3516 ·  3517 ·  3518 ·  3519 ·  3520 ·  3521 ·  3522 ·  3523 ·  3524 ·  3525 ·  3526 ·  3527 ·  3528 ·  3529 ·  3530 ·  3531 ·  3532 ·  3533 ·  3534 ·  3535 ·  3536 ·  3537 ·  3538 ·  3539 ·  3540 ·  3541